# Emilia Soini
Emilia Soini (* 16. Oktober 1995 in Espoo) ist eine finnische Squashspielerin.

## Karriere
Emilia Soini begann ihre professionelle Karriere in der Saison 2012 und erreichte bislang drei Finals auf der PSA World Tour. Ihre höchste Platzierung in der Weltrangliste erreichte sie mit Rang 41 im Mai 2022. Mit der finnischen Nationalmannschaft nahm sie 2018, 2022 und 2024 an der Weltmeisterschaft teil und stand auch mehrfach im Kader bei Europameisterschaften. Sie wurde 2012, 2016, 2017 sowie von 2019 bis 2024 finnische Landesmeisterin.

## Erfolge
- Finnischer Meister: 9 Titel (2012, 2016, 2017, 2019–2024)